# Buburmaro
Buburmaro ist eine osttimoresische Siedlung im Suco Tulataqueo (Verwaltungsamt Remexio, Gemeinde Aileu).

## Geographie und Einrichtungen
Das Dorf Buburmaro liegt im Süden der Aldeia Samalete in einer Meereshöhe von 934 m. Die Gebäude verteilen sich entlang der Überlandstraße, die die Orte Laclo und Remexio verbindet und eine Seitenstraße, die nach Norden zum Dorf Lebutu führt. Die Überlandstraße führt nach Südosten zum Dorf Tulataqueo. Im Westen befindet sich Remexio, der Hauptort des Verwaltungsamtes. Südwestlich entspringt ein Zufluss des Aikoereima, der zum System des Nördlichen Laclós gehört.
In Buburmaro steht eine Grundschule.